# Bob Menendez
Robert ”Bob” Menendez, född 1 januari 1954 i New York, är en amerikansk demokratisk politiker. Han var ledamot av USA:s senat från delstaten New Jersey 2006–2024, och dessförinnan ledamot av USA:s representanthus 1993–2006.

## Tidiga år
Menendez föräldrar var motståndare till president Fulgencio Batista och de flydde från Kuba ett år innan han föddes. Han är uppvuxen i Union City. Han avlade sin grundexamen vid Saint Peter's College och juristexamen vid Rutgers School of Law – Newark, en av Rutgers Universitys två juridiska fakulteter. Han gifte sig med Jane Jacobsen. Paret fick två barn, Alicia och Robert, innan äktenskapet slutade i skilsmässa.
Han var borgmästare i Union City 1986–1992. Han satt i delstatens lagstiftande församling samtidigt som han skötte sina uppgifter som borgmästare, något som inte är ovanligt i New Jersey. Han var ledamot av New Jersey General Assembly, underhuset i delstatens lagstiftande församling, 1987–1991 och ledamot av delstatens senat 1991–1993.

## USA:s senat
Menendez utnämndes 2006 till senator av den nyblivne guvernören Jon Corzine för att tjänstgöra det sista året av Corzines egen mandatperiod. Menendez valdes sedan för en hel mandatperiod den 7 november 2006.
År 2015 åtalades Menendez för federala korruptionsanklagelser i den amerikanska tingsrätten för distriktet New Jersey, relaterade till påstådda tjänster han gjorde för ögonläkaren från Florida Salomon Melgen och gåvor han fick från honom, inklusive kampanjdonationer och privata flygningar. Melgen anklagades också. Menendez uttalade sig inte skyldig till alla anklagelser.  Hans rättegång slutade i en oenig jury och rättegången ogiltigförklarades den 16 november 2017. Den 31 januari 2018 meddelade Justitiedepartementet att de släppte alla anklagelser mot Menendez.
Menendez ställde trots anklagelserna upp i valet 2018, och blev omvald för en tredje mandatperiod som senator.
I oktober 2023 anklagades Menendez för konspiration att agera som utländsk agent för den egyptiska regeringen för att ha tagit emot mutor i utbyte mot att ha främjat Egyptens motstånd mot Stora etiopiska renässansdammen på Blå Nilen och för att ha försökt övertyga USA:s utrikesdepartement att anta Egyptens hållning i denna fråga. I mars 2024 åtalades Menendez för att ha hindrat rättvisan. I juli 2024 fann en jury honom skyldig till alla anklagelser. Menendez avgick från senaten i augusti 2024 och kommer att dömas i januari 2025.